# Kullerhexe
Kullerhexe ist ein Kinderspiel des Spieleautors Marco Teubner. Das Spiel ist für zwei bis fünf Spieler ab fünf Jahren konzipiert und baut auf dem von Brio entwickelten Kugel-Labyrinth auf. Es ist im Jahr 2016 bei Drei Magier Spiele erschienen. Das Spiel wurde im Mai 2017 auf die Empfehlungsliste zum Kinderspiel des Jahres 2017 aufgenommen.

## Thema und Ausstattung
Bei dem Spiel geht es um inhaltlich um eine Hexe, die im magischen Zauberwald nach verschiedenen Gegenständen sucht, die sie verloren hat. Die Spieler helfen ihr dabei und werden von der Hexe mit Beeren belohnt. 
Das Spielmaterial besteht neben der Spielanleitung aus 
- einem auf vier Schaustoffblöcken gelagerten Spielfeld in der Spielschachtel, darauf befinden sich 8 Bäume und mehrere Löcher im Waldboden sowie 4 Steckern an den Feldecken,
- eine Hexe mit Kugel als Antrieb und einem locker aufgesetzten Hut,
- 24 Zielkarten mit den zu suchenden Gegenständen,
- je fünf kleine und große Wutzelkarten in den fünf Spielerfarben
- 20 Sterne zum Aufstecken auf die Bäume,
- 108 Beeren-Chips,
- eine Sanduhr
- und ein Soffbeutel.

## Spielweise
Vor Spielbeginn wird das Spielfeld aufgebaut, dafür wird es in der Spieleschachtel auf den Schaumstoffecken aufgelegt und mit den Steckern ausgestattet. Die Bäume werden zusammengebaut und auf dem Feld platziert, die Sanduhr wird in die Mitte des Spielfeldes gestellt. Die Kullerhexe wird vor dem Spiel auf einen beliebigen Gegenstand als Startposition gestellt. Die Zielkarten werden gemischt und als verdeckter Nachziehstapel neben das Spiel gelegt, die Beeren-Chips kommen in den Stoffbeutel und abhängig von der Anzahl der Spieler werden die Sterne bereitgelegt. Jeder Spieler sucht sich eine Farbe aus und bekommt die entsprechenden Wutzelkarten, zudem wird ihm das entsprechende Loch auf dem Spielplan als „Wutzelhöhle“ zugeteilt.
Das Spiel wird im Uhrzeigersinn jeweils von Zweierteams gespielt. Das Spielfeld wird jeweils zwischen die Spieler platziert, die dieses mit Hilfe von Druck auf die Stecker und die Schaumstoffunterlagen neigen und so die durch die Kugel rollende Hexe bewegen können. Das Team deckt eine Zielkarte auf und legt sie offen neben dem Spielfeld ab, danach wird die Sanduhr umgedreht und die Spieler haben so lange Zeit, den abgebildeten Gegenstand zu erreichen, wie der Sand in der Sanduhr läuft. Erreichen sie den Gegenstand vorher, können sie eine weitere Karte umdrehen und so weitermachen, bis die Zeit abgelaufen ist. Wenn die Hexe in eine der Wutzelhöhlen oder ein anderes Loch gerät oder ihren Hut verliert, endet der Zug vorzeitig.
Nach dem Zug werden die erreichten Zielkarten gezählt und die Spieler erhalten jeweils entsprechend viele Beeren-Chips, die sie in ihre Wutzelhöhle im Spielplan stecken. Danach wird einer der Sterne auf einem Baum als Zählmarker aufgesteckt und das nächste Team ist an der Reihe. Sobald alle Sterne aufgebraucht auf den Bäumen platziert sind, endet das Spiel. Gewinner ist der Spieler mit den meisten Beeren-Chips in seiner Wutzelhöhle.

### Version für zwei Spieler
In der Version für zwei Spieler spielen die Spieler gemeinsam gegen den Wald, Wutzelkarten und Sterne werden nicht benötigt. Die Zielkarten werden gemischt und verdeckt als Stapel neben das Spielfeld gelegt, danach werden sechs Stapel mit je sechs Beeren-Chips neben das Feld gelegt. Das Spiel läuft über sechs Runden, in denen jeweils einer der Beeren-Stapel genutzt wird. Gespielt wird wie in der Grundversion, wobei die Spieler am Ende ihre Zielkarten gegen die Beeren eines Stapels eintauschen und die restlichen Beeren des Stapels für den Wald zur Seite legen. Wenn die Spieler nach sechs Runden mehr oder gleich viele Beeren wie der Wald erspielt haben, haben sie gewonnen.

## Ausgaben und Rezeption
Das Spiel Kullerhexe wurde von Marco Teubner entwickelt und 2016 bei Drei Magier Spiele, der Kinderspiel-Marke des Verlags Schmidt Spiele, zu den Internationalen Spieltagen in Essen (SPIEL '16) als multilinguale Version veröffentlicht. Wie zahlreiche andere Spiele des Verlages wurde auch Die kleinen Zauberlehrlinge von Rolf Vogt illustriert.
Das Spiel wurde auf verschiedenen Plattformen vorgestellt und rezensiert. In einer Rezension in der Zeitschrift Spielbox beschreibt Harald Schrapers das Spiel: „Erstklassiges Material, eine total verspielte Gestaltung der Details (ins Spiel eingelasse ‚Spardosen‘ für die Siegpunkte) und das Gemeinschaftserlebnis, wenn unter Zeitdruck gearbeitet wird, sorgen bei Kullerhexe für Begeisterung.“ Im Mai 2017 wurde Kullerhexe auf die Empfehlungsliste zum Kinderspiel des Jahres 2017 sowie auf die Nominierungsliste zum Graf Ludo, einem Preis für die beste Spielgrafik des Jahres, aufgenommen.

## Belege
1. 1 2 3 4 5 6 7  Spielanleitung Kullerhexe auf dreimagier.de
2. ↑  Versionen von Kullerhexe bei BoardGameGeek; abgerufen am 22. Mai 2017.
3. ↑  Harald Schrapers: Kullerhexe. Spielbox 7, 2016; S. 54.
4. ↑  Kullerhexe auf der Website des Spiel des Jahres e.V.; abgerufen am 22. Mai 2017.
5. ↑  Graf Ludo 2017 - Die Auswahlliste (Memento vom 1. Oktober 2017 im Internet Archive); abgerufen am 26. Juni 2017.